# Telecinema
Il telecinema è il procedimento attraverso il quale le immagini impressionate su una pellicola cinematografica vengono trasformate in segnale televisivo. Tutte le produzioni destinate alla televisione vengono riversate in video attraverso il telecinema.
La qualità dell'operazione dipende da molti fattori tra cui il supporto iniziale (8 mm, Super 8, 16 mm, 35 mm ecc.) ed il supporto di destinazione (dal VHS all'Ultra HD Blu-ray).

## Principi base
Dal punto di vista funzionale, un telecinema è composto da un proiettore cinematografico e da una telecamera o altro mezzo di acquisizione televisiva, sincronizzati fra di loro.
Molti telecinema includono anche un proiettore di diapositive, la cui scansione segue gli stessi principi.

### Telecinema a CCD
Un telecinema a CCD proietta luce bianca attraverso la pellicola esposta e sviluppata. Non ci sono differenze pratiche tra una pellicola negativa e una invertibile o un positivo stampato, ma di solito la scansione si esegue direttamente dal negativo per ottenere la migliore qualità. La luce bianca è filtrata dalla pellicola e produce un'immagine, esattamente come succede in un proiettore, ma anziché su uno schermo l'immagine viene proiettata su un sensore CCD, che la converte in un segnale elettrico. Quest'ultimo può essere convertito in un segnale video analogico o, più comunemente, in un flusso digitale di dati.
Il telecinema può far uso di 3 diversi CCD, uno per ciascun colore primario. Tuttavia, alcuni moderni telecinema digitali impiegano un solo CCD di dimensioni paragonabili a quelle della pellicola in grado di assicurare un'elevata risoluzione (p. es. 4K) unitamente ad un'elevata gamma dinamica, utile ad eventuali correzioni di colore.
Nei telecinema a CCD la pellicola può scorrere in maniera continua (anziché in maniera intermittente, come avviene nei proiettori cinematografici). Il basso tempo d'esposizione del sensore, necessario per ottenere un'immagine nitida, viene ottenuto facendo lampeggiare l'illuminatore (generalmente un LED di elevata potenza). Questo permette di preservare la pellicola dalla degradazione dovuta al calore delle lampade tradizionali e consente un'acquisizione in tempo reale.

### Telecinema a flying spot
Il telecinema a flying spot è di caratteristiche broadcast. Il sistema di proiezione in questo caso non è una lampada ma un CRT ad altissima risoluzione. La luce emessa dal CRT attraversa la pellicola, viene separata da un filtro dicroico e divisa nelle componenti rossa, verde e blu. Tre fotodiodi convertono poi la luce in impulsi elettrici.

## Sincronizzazione
La parte più complessa di un telecinema è la sincronizzazione tra il movimento meccanico della pellicola e la generazione elettronica del segnale video. È essenziale la coincidenza della proiezione di ogni fotogramma della pellicola con la scansione di un quadro televisivo. Questo è molto semplice se la frequenza di scansione è la stessa per entrambi i supporti, ma se è diversa diventa necessario ricorrere a tecniche di compensazione.

### Differenze di cadenza
Nei paesi che usano gli standard televisivi PAL e SÉCAM, tutta la produzione cinematografica destinata alla televisione è girata a 25 fotogrammi al secondo. Tipicamente, si tratta di telefilm e spot pubblicitari. Entrambi i formati televisivi prevedono 25 fotogrammi al secondo, per cui il telecinema è molto semplice: per ogni fotogramma, si acquisisce un quadro televisivo.
La produzione per i cinema girata a 24 fps, invece, viene di regola accelerata del 4%, e portata a 25. Questo provoca una durata proporzionalmente minore del film e causa un incremento avvertibile della tonalità dell'audio di circa un semitono, che viene talvolta compensato elettronicamente.
Benché l'incremento di velocità del 4% sia lo standard dall'epoca dell'introduzione del PAL e del SECAM, in tempi recenti si è proposto un sistema che sfrutta le tecnica del video interlacciato. Questo sistema scansiona un quadro televisivo per ogni fotogramma di pellicola, ma per ogni dodici fotogrammi introduce un semiquadro aggiuntivo nel segnale televisivo; si applica, in altri termini, la stessa tecnica adoperata per il riversaggio in NTSC. Il risultato è che 24 fotogrammi generano perfettamente 25 quadri televisivi (50 semiquadri) per secondo, con la velocità e la tonalità audio mantenute identiche all'originale: questa tecnica appare perciò preferibile laddove sia opportuno evitare la distorsione (anche se modesta) della colonna sonora tipica dei telecinema in PAL e SECAM. Il sistema tuttavia ha sinora avuto una diffusione molto limitata.
Negli Stati Uniti e negli altri paesi che usano il sistema NTSC, la produzione cinematografica avviene di solito a 24 fotogrammi al secondo, mentre l'emissione televisiva a colori ha una cadenza di 29,97 fps. Per generare un segnale video, un telecinema NTSC deve usare una tecnica di conversione chiamata 3:2 pulldown.
Una tecnica simile viene usata anche per i film muti girati a meno di 24 fotogrammi al secondo, e per molti filmati in super 8 o 8 mm.

### 2:3 pulldown
Il processo di conversione di materiale girato a 24 fotogrammi al secondo in 29,97 fps viene definito 2:3 pulldown o 3:2 pulldown. Viene svolto in due fasi distinte. La prima è di rallentare, o tirare giù, appunto, la velocità della pellicola dello 0,1%. Questo non è percepibile per lo spettatore, e riduce la cadenza di proiezione a 23.976 fotogrammi al secondo.
La seconda fase è il pulldown vero e proprio. A 23,976 fotogrammi al secondo, ci sono 4 fotogrammi di pellicola per ogni 5 quadri televisivi NTSC:
{\displaystyle {\frac {23,976}{29,97}}={\frac {4}{5}}}
Questi quattro fotogrammi sono stirati entro cinque quadri usando una tecnica di interlacciamento simile a quella vista per il PAL. Per ogni quadro NTSC, ci sono in realtà due semiquadri o campi, uno per le linee dispari e uno per le linee pari. Il rapporto è, quindi, di dieci semiquadri per ogni 4 fotogrammi, e il telecinema ne dispone alternativamente uno su due semiquadri, il successivo su tre, il successivo su due, e così via. Questo ciclo si ripete ogni quattro fotogrammi, chiamati quadri A, B, C, e D.
Si noti come questo schema sia una conversione 2:3. Il nome "3:2 pulldown" è un riferimento arcaico a uno schema usato dai telecinema prima dello sviluppo di questa tecnica. Le apparecchiature moderne usano la tecnica 2:3.
Questo procedimento crea un piccolo errore nel segnale video se confrontato con il filmato originale. Questo è il motivo per cui i film in NTSC visti su apparecchi domestici ordinari possono presentare discontinuità e poca fluidità nei movimenti rispetto alla proiezione cinematografica. Questo fenomeno (chiamato judder) è particolarmente visibile sui movimenti di macchina lenti.

### Telecinema inverso (IVTC)
Alcuni lettori DVD, duplicatori di linea e videoregistratori sono progettati per rilevare e rimuovere il pulldown dalle sorgenti video interlacciate, ricostruendo i 24 fotogrammi al secondo originali. Questa tecnica è nota come telecinema inverso e i suoi benefici comprendono una riproduzioni di immagini di alta qualità sui monitor compatibili e l'eliminazione dei dati ridondanti per motivi di compressione
Il telecinema inverso è di importanza cruciale quando si acquisisce materiale filmato in un sistema di montaggio non lineare, come Avid o Apple Final Cut Pro, poiché queste macchine producono una lista di riferimento per il taglio del negativo che fa riferimento a fotogrammi specifici della pellicola originale.
Quando il video del telecinema viene caricato in uno di questi sistemi, l'operatore ha di solito a disposizione una traccia, tipicamente un file di testo, che indica la corrispondenza tra il video e il girato originale. In alternativa, il video acquisito può contenere dei marcatori inseriti nel video insieme ad altri metodi di riferimento come il timecode.
È anche possibile, ma più difficile, eseguire il telecinema inverso senza conoscere a priori la localizzazione di ogni quadro televisivo nello schema 2-3. Questo è ciò che deve fare gran parte dell'attrezzatura domestica, come duplicatori di linea e videoregistratori. In teoria, basterebbe identificare un singolo fotogramma, poiché gli altri dovrebbero seguire in sequenza, ma ci sono situazioni in cui la sequenza è interrotta e lo schema non rimane necessariamente costante per tutta la durata del video. Operazioni di montaggio svolte sul materiale telecinemato che non tengano conto della ripetizione della sequenza sono un classico esempio, e questo accade spesso durante il montaggio di spot pubblicitari in NTSC.
Molti algoritmi di telecinema inverso usano tecniche di analisi dell'immagine, per esempio cercando i semiquadri ripetuti.
Alcuni produttori indicano il telecinema inverso come "reverse 3:2 pulldown".

## Televisione digitale, alta definizione e DVD
Gli standard della televisione digitale e dell'alta definizione stabiliscono diversi metodi per la codifica di materiale filmato. i formati a 50 Hz come il 576i50 e il 1080i50 possono ricorrere all'incremento della velocità del 4% come succede con il PAL. I formati interlacciati a 59,94 Hz come il 480i60 e il 1080i60 usano la stessa tecnica di pulldown 2-3 che si usa in NTSC. Nei formati progressivi, come il 480p60 e il 720p60, interi quadri (piuttosto che singoli semiquadri) sono ripetuti secondo uno schema 2-3, eseguendo la conversione della cadenza di ripresa senza interlacciamento e gli artefatti relativi. Altri formati, come il 1080p24, possono decodificare il materiale filmato secondo la sua cadenza nativa di 24 o 23,976 fps.
Al momento, tutti questi metodi di codifica sono in uso e di una certa diffusione. Nei paesi che usano il PAL, 25 fotogrammi al secondo rimangono lo standard. In quelli NTSC, gran parte delle trasmissioni digitali del materiale a 24 fps, sia tradizionali che ad alta definizione, continuano a usare il formato interlacciato con pulldown 2-3. I formati nativi a 24 e 23,976 fotogrammi al secondo offrono la massima qualità di immagine ed efficienza di codifica, e sono di largo utilizzo nella produzione cinematografica e televisiva ad alta definizione. Tuttavia, la maggior parte delle apparecchiature domestiche non supportano questi formati.
Il materiale su DVD NTSC è di solito codificato progressivamente a 23,976, con speciali marcatori inseriti nel flusso video MPEG-2 che indicano al lettore di ripetere certi semiquadri durante la riproduzione per eseguire il pulldown. I lettori a scansione progressiva forniscono l'uscita 480p usando questi marcatori per duplicare i quadri piuttosto che i semiquadri.

## Rapporto d'aspetto
Un problema che si incontra spesso nel riversare immagini da pellicola a video riguarda l'adeguamento del rapporto d'aspetto. Mentre la televisione tradizionale ha un rapporto di 1,3 o 1,78, nel cinema esiste una varietà di formati introdotti durante il tempo, variabili da 1,3 a 1,6 fino al panoramico 1,85 ed al Panavision 2,35 e CinemaScope 2,55.
In questi casi, di solito si impiegano una o più delle seguenti tecniche:
- Pan & Scan, che consiste nella scansione di una parte dell'intero fotogramma,
- aggiunta di un mascherino, che riempie la parte eccedente il formato televisivo con bande nere poste sopra e sotto l'immagine,
- nel caso del cinemascope, l'impiego di un rapporto di anamorfosi inferiore a 2:1, con conseguente distorsione dell'immagine in senso longitudinale.

Queste tecniche vengono di solito combinate per un risultato ottimale, anche se non sempre è possibile restituire la piena fedeltà al formato originale.
Va osservato comunque che la produzione cinematografica recente viene sempre concepita tenendo presente la resa televisiva, per cui la versione telecinemata non presenta inquadrature tagliate in modo significativo o comunque non previsto dal regista.